# Mine Charles-Ferdinand
La mine Charles-Ferdinand est une mine de fer implantée au XIXe siècle sur les communes d’Entrange et de Hettange-Grande en Moselle et désaffectée depuis l'arrêt de son exploitation en 1979. 

## Historique
Elle doit son nom à Carl Ferdinand von Stumm-Halberg qui s'est vu attribuer la concession minière en 1898. Exploitée dès 1896, la mine entraînera une prospérité économique dans les alentours de Hettange-Grande et Entrange et ce même durant la rude période de récession des années 1930. La mine a fermé ses portes le 31 juillet 1979, après 83 ans d'exploitation. Le carreau et les autres vestiges non détruits de la mine forment aujourd'hui un patrimoine important, vibrant témoignage du passé.

## Galerie photographique

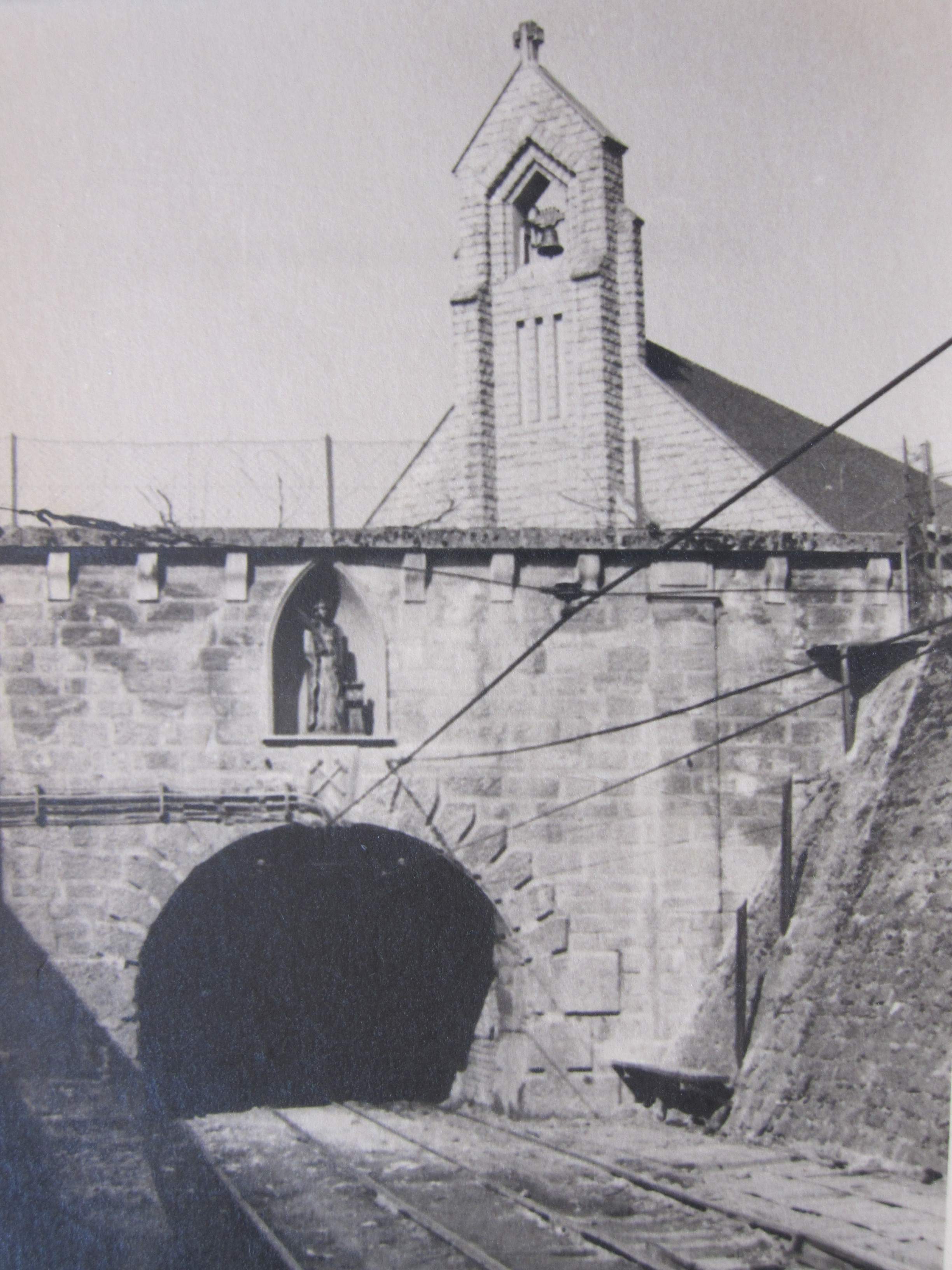
L'entrée du tunnel de la Mine, côté entrangeois, au début du XXe siècle.
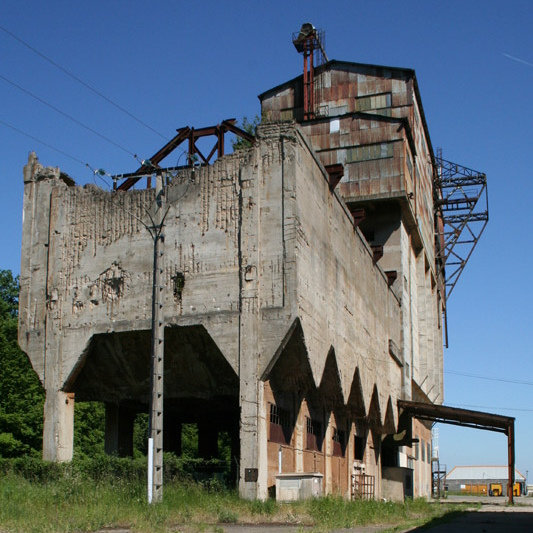
Silo abandonné de la mine en 2006
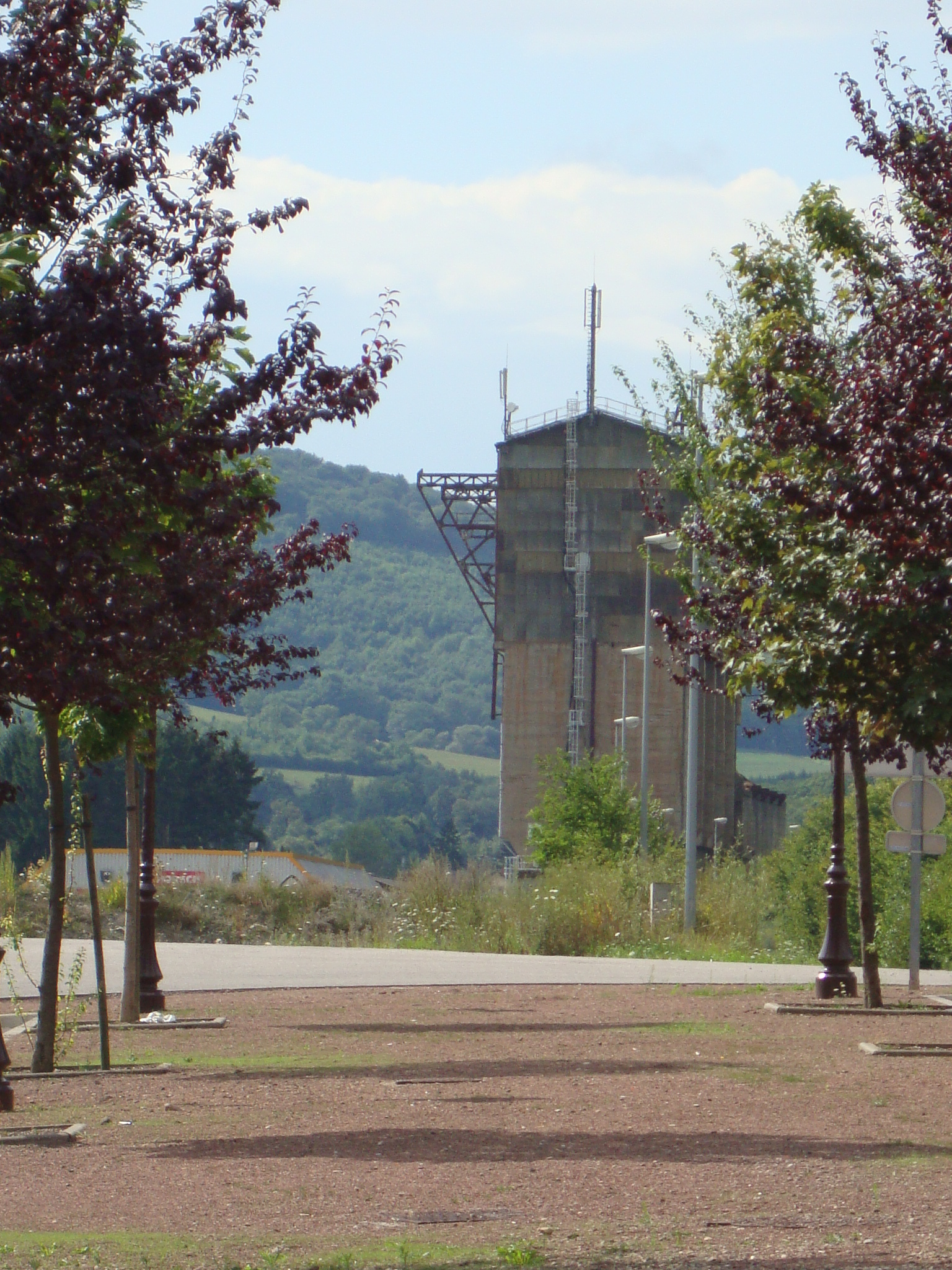
Le carreau de la mine en 2010, vu depuis la Cité de Soetrich
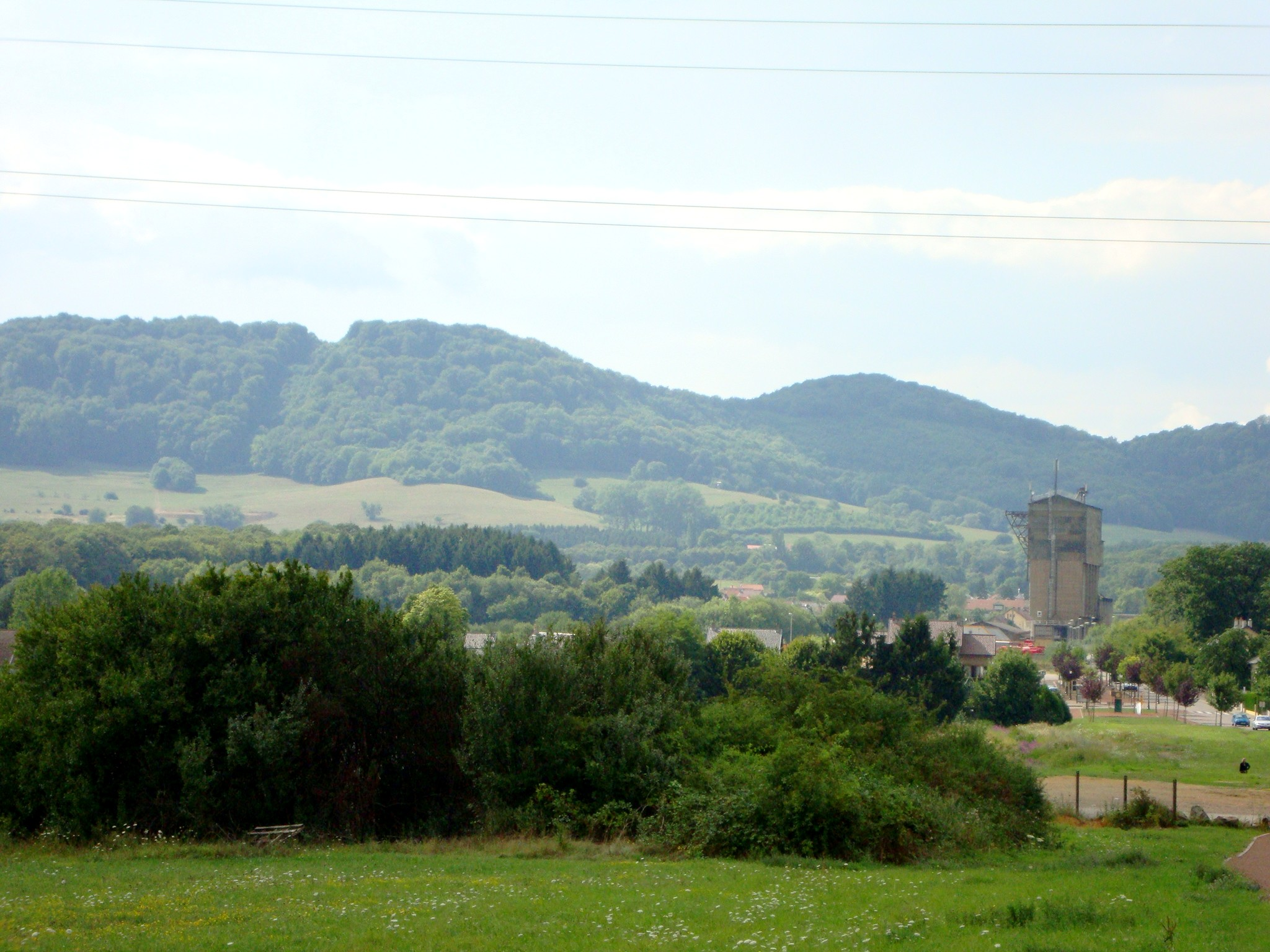
La Cité de Soetrich et les collines environnantes. À droite, le carreau.